# سونغ جي هيو
سونغ جي هيو (بالكورية: 송지효)‏ مواليد 15 أغسطس 1981 في كوريا الجنوبية، هي ممثلة كورية جنوبية بدأت مسيرتها الفنية عام 2001, ظهرت في عدة مسلسلات مثل مسلسل القصر Goong كبطلة ثانوية، كما لعبت دور راقصة بالية في فلم الرعب درج الأمنيات Wishing Stairs 2003, وكانت الأنثى الوحيدة في برنامج المنوعات «الرجل الجاري» Running Man وكانت من الحلقات 2 إلى 5 ضيفة وقد ترسمت عضو من أعضاء البرنامج في الحلقة 6 ولكنها لم تستطع المشاركة إلا في الحلقة 7, اشتهرت بعلاقتها مع «غاري» في البرنامج وعرفا باسم «زوج الإثنين». حازت على عدة جوائز في مشاركتها في برنامج المنوعات الرجل الجاري ودراما Gye Baek. حققت شعبية كبيرة عند انضمامها في برنامج الرجل الجاري حيث ظهرت إنسانة بسيطة ولاتهتم بصورتها العامة كممثلة وعارضة. علاقتها مع أعضاء الرجل الجاري قوية جداً حيث حضرت زواج «هاها» وتشاركت الكرسي مع «لي كوانغ سو» في حفل SBS للترفيه
وفي علاقة صدمت الجميع كشف انها تواعد رئيس وكالتها C-JeS Entertainment وهو Baek Chang Ju منذ ديسمبر 2011 وتم الكشف عن العلاقة في فبراير 2012.

## الأعمال
| المسلسل               | السنة |
| --------------------- | ----- |
| القصر Goong           | 2006  |
| jumoong               | 2007  |
| GyeBaek               | 2011  |
| Detectives in Trouble | 2011  |
| ثنائي الطوارئ         | 2014  |

سلسلة ويب
| عام  | اسم العمل    | الشبكة | بدور         | المراجع |
| ---- | ------------ | ------ | ------------ | ------- |
| 2017 | 29 جرام      | DIA TV | ايون يوو جين | [ 4 ]   |
| 2021 | مطعم الساحرة | TVING  | جي هي را     | [ 5 ]   |

| الفلم                                  | السنة |                   |
| -------------------------------------- | ----- | ----------------- |
| Wishing Staris (Whispering Corridors:) | 2003  | بدور يون جين سونغ |
| Some                                   | 2004  |                   |
| A Frozen Flower                        | 2008  |                   |
| Late Blossom                           | 2011  |                   |
| Jackal is Coming                       | 2011  |                   |

| البرنامج    | العرض         |
| ----------- | ------------- |
| Running Man | 2011 إلى الآن |

كما ظهرت كضيفة في حلقة رقم 58 و 59 من برنامج المنوعات نزهة العائلة Family Outing.

## وصلات خارجية
- سونغ جي هيو على موقع IMDb (الإنجليزية)
- سونغ جي هيو على موقع ألو سيني (الفرنسية)
- سونغ جي هيو على موقع أول موفي (الإنجليزية)
- سونغ جي هيو على موقع قاعدة بيانات الفيلم (الإنجليزية)
- الموقع الإلكتروني